# Mateus Martins Leme
Mateus Martins Leme (São Paulo dos Campos de Piratininga, 1619 — Curitiba, 6 de outubro de 1697) foi um bandeirante paulista e povoador da cidade de Curitiba, tendo participado da Bandeira de Fernão Dias Pais, em 1637, cujo percurso se estendeu até o Rio Grande do Sul.

## Biografia
Mateus Martins Leme era filho de Thomé Martins Bonilha (do espanhol, Tomás Martínez Bonilla) e Leonor Leme. Era natural de São Paulo dos Campos de Piratininga, onde se casou com Antônia de Góis. Em 1637, ainda aparece residindo em São Paulo. Entre 1648 e 1661, mudou-se às cercanias do rio Barigui. Em 1690, era capitão-povoador e dizimeiro da povoação. Em 1693, os povoadores lhe requereram a criação da vila que originaria Curitiba. Faleceu em Curitiba em 6 de outubro de 1697.

## Descendência
Descendem de Mateus e Antônia de Góis:
- Antônio Martins Leme;
- Mateus Leme da Silva;
- Miguel Martins Leme;
- Ana Maria Leme da Silva;
- Maria Leme;
- Salvador Martins Leme.